# چک-سینه‌سرخ‌های درختزار
چَک-سینه‌سرخ‌های درختزار (نام علمی: Dessonornis) گروهی از پرندگان با نام عمومی چَک-سینه‌سرخ‌ها (به انگلیسی: Robin-chat) و در سرده‌ای از پرندگان خانواده مگس‌گیران جهان قدیم (Muscicapidae) است که در جنوب صحرای آفریقا یافت می‌شود. نام لاتین Dessonornis در سال ۱۹۳۶ توسط اندرو اسمیت معرفی شد و سپس در سال ۱۹۴۰، به شکل Bessonornis اصلاح شد. واژهٔ یونانی bēssa به معنی درختزار است.

## گونه‌ها
- چک‌سینه‌سرخ گلوسفید، Dessonornis humeralis
- چک‌سینه‌سرخ دماغه، Dessonornis caffer
- سینه‌سرخ زمینی کمان‌دار، Dessonornis archeri
- سینه‌سرخ زمینی پهلوزیتونی، Dessonornis anomalus